# Elke Zimmer
Elke Zimmer (* 24. Mai 1966 in Sindelfingen) ist eine deutsche Politikerin (Bündnis 90/Die Grünen). Seit dem 12. Dezember 2016 gehört sie dem Landtag von Baden-Württemberg an. Seit Mai 2021 ist sie Staatssekretärin im baden-württembergischen Ministerium für Verkehr.

## Leben und Politik
Elke Zimmer lebt seit 1990 in Mannheim. Im Mannheimer Stadtbezirk Neckarau war sie 9 Jahre lang Bezirksbeirätin, bevor sie 2014 in den Mannheimer Gemeinderat gewählt wurde. Dort ist sie Sprecherin der Grünen-Fraktion für Soziales, Eine Welt und demographischen Wandel. Sie rückte am 12. Dezember 2016 für den verstorbenen Wolfgang Raufelder in den Landtag nach. Sie vertritt dort den Wahlkreis Mannheim II und ist Mitglied im Ausschuss für Kultus, Jugend und Sport und im Ausschuss für Verkehr.
Bei der Landtagswahl 2021 konnte sie das Direktmandat mit 35,9 Prozent der Stimmen verteidigen. Seit Mai 2021 ist sie im Kabinett Kretschmann III Staatssekretärin im baden-württembergischen Ministerium für Verkehr.

## Studium und Beruf
Elke Zimmer erlernte den Beruf Bankkauffrau und war später als Diplom-Handelslehrerin an Berufsschulen tätig. Elke Zimmer studierte von 1987 bis 1989 Wirtschaftswissenschaften an der Universität Hohenheim und von 1989 bis 1992 Wirtschaftspädagogik an der Universität Mannheim und in Kingston (GB). Von 1993 bis 1995 arbeitete sie im Vorbereitungsdienst für das Lehramt an beruflichen Schulen in Bruchsal und von 1995 bis 1998 als Studienassessorin/Studienrätin an der Walter-Eucken-Schule Karlsruhe. Von 1998 bis 2003 war sie im Erziehungsurlaub. Von 2003 bis 2016 unterrichtete sie beim Internationalen Bund Mannheim. Seit 2013 ist sie Dozentin an der Mode- und Grafikdesignschule Manuel Fritz, Mannheim.

## Privates
Elke Zimmer hat drei Kinder und wohnt in Neckarau. Sie ist katholischer Konfession.